# Превала (заслон)
Вижте пояснителната страница за други значения на Превала.
Превала е заслон в Осоговска планина, намиращ се в едноименната местност, северно от връх Кулиците (1862 m), на 1852 m н.в.
Заслона представлява масивна едноетажна постройка с едно помещение, в което има печка на твърдо гориво, медицински шкаф, голяма маса с три пейки, а отвън е направен навес с огнище. В заслона няма легла, не е електрифициран и не се обслужва от персонал. При необходимост в него могат да се приютят 4-5 души. В близост до него се намира чешма „Бег-бунар“. Сградата е гранична застава, която през 2007 г. туристическо дружество „Осогово“ преустройва в заслон.
„Превала“ се намира на основния туристически маршрут от хижа „Осогово“ до връх Руен (2251 m), червена маркировка. Отстои на 1,30-2 ч. от хижа „Осогово“, на 30-40 минути от заслона се намира връх Човека (2046 m). До връх Руен се достига по маркиран път за около 2 ч., като се минава покрай върховете Кулиците (1862 m), Църни камък (2069 m), Шапка (2188 m) и Мали Руен (2230 m), възможно е и изкачването им. Под връх Шапка се намира друга гранична застава превърната в заслон – „Шапка“, който може да се използва само при спешни ситуации, а в близост до най-високия връх на Осоговска планина, се намира заслон „Руен“.